# Större borstspinnare
Större borstspinnare (Setina irrorella) är en fjärilsart som beskrevs av Carl von Linné 1758. Större borstspinnare ingår i släktet Setina och familjen björnspinnare. Enligt den finländska rödlistan är arten nära hotad i Finland. Enligt den svenska rödlistan är arten nära hotad i Sverige. Arten förekommer på Gotland, Götaland, Svealand, Nedre Norrland och Övre Norrland. Artens livsmiljö är torra och karga åsmoar. Inga underarter finns listade i Catalogue of Life.

## Bildgalleri

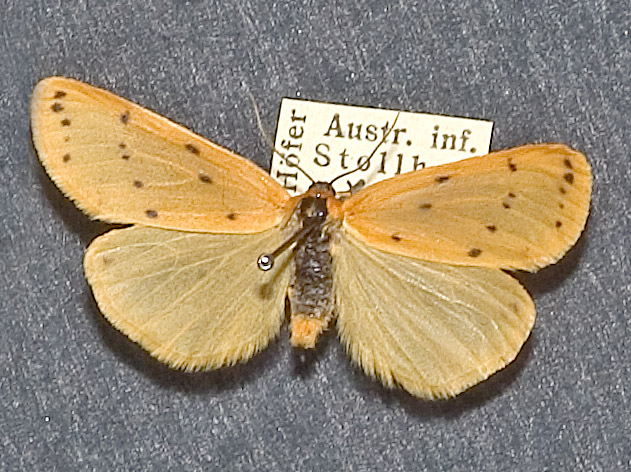